# National Bank Trust
National Bank Trust (russisch Национальный банк “ТРАСТ”) ist eine große russische Geschäftsbank.
Am 22. Dezember 2014 teilte die russische Zentralbank (Bank Rossii) mit, die Bank werde demnächst 30 Milliarden Rubel (an diesem Tag 433 Millionen Euro) zu ihrer Stützung erhalten. Die Aufsicht über die angeschlagene Bank solle zeitweilig die 'Agentur für Einlagensicherung' übernehmen. Diese Maßnahmen sollen „es Trust ermöglichen, den Zahlungsverkehr nahtlos fortzusetzen“.
In der Woche zuvor war der Rubelkurs stark eingebrochen (siehe Russischer Rubel#Weltweite Finanzkrise 2007/2008).
Am 26. Dezember 2014 wurde bekannt, dass das Paket auf das 3,3fache (99 Mrd. Rubel) erhöht werden müsse. Zudem soll die Otkritie FC Bank (ehemals NOMOS-Bank) die Trust-Bank übernehmen.

## Board of Directors
Das Board of Directors hat sieben Mitglieder, darunter Ilya Yurov (Chairman) und Ilya Yurov (Präsident).

## Sonstiges
Am 24. Oktober 2014 startete die Bank eine Werbekampagne, in der der US-amerikanische Schauspieler Bruce Willis als Testimonial auftritt.
Aus Angst vor Zahlungsausfällen haben zahlreiche Großunternehmen bei der russischen Regierung Anträge auf Garantien, Kredite und andere Hilfsmaßnahmen gestellt, z. B. der Ölkonzern Rosneft, die VTB Bank und die Fluggesellschaft Transaero Airlines. Die Regierung stellte Hilfen aus dem 'nationalen Wohlstandsfonds' in Aussicht, der Ende 2014 mit vier Billionen Rubel (63 Milliarden Euro) gefüllt sei.
Auch andere russische Baken sind auf Stützgelder angewiesen.